# Miładinowci (obwód Jamboł)
Miładinowci (bułg. Миладиновци) – wieś w południowo-wschodniej Bułgarii, w obwodzie Jamboł, w gminie Tundża. Według danych Narodowego Instytutu Statystycznego, 31 grudnia 2011 roku wieś liczyła 273 mieszkańców.

## Zabytki
W rejestrze zabytków znajduje się cerkiew Św. Cyryla i Metodego powstała w XIX wieku.

## Kultura
W Miładinowci znajduje się dom kultury, w którym działa zespół folklorystyczny.